# Leningradská oblast
Leningradská oblast (rusky Ленинградская область) je oblast na severozápadě evropské části Ruska. Byla založena 1. srpna 1927. Má rozlohu 83 908 km² a žije v ní přibližně 2,04 milionu obyvatel. Hlavní a největší město oblasti je Gatčina. Oblast je součástí Severozápadního federálního okruhu.

## Historie
Leningradská oblast vznikla 1. srpna 1927.

## Oblastní symboly

### Vlajka
Vlajka Leningradské oblasti je tvořena bílým listem o poměru stran 2:3 s modrým, oboustranně vlnkovitým a červeným (v horní části vlnkovitým) pruhem v dolní části. Mezi proužky je slabý bílý proužek (opět oboustranně vlnkovitý). Uprostřed bílého pole je umístěn znak oblasti. Rubová strana vlajky je zrcadlově obrácená oproti líci.

## Geografie
Hraničí v rámci Ruské federace s Karelskou republikou na severu a třemi oblastmi (Vologdskou oblastí na východě, Novgorodskou oblastí na jihovýchodě a Pskovskou oblastí na jihozápadě) dále hraničí s Finskem (provincie Jižní Karélie a Kymenlaakso) a s Estonskem (kraj Ida-Virumaa). Pobřeží omývají na východě Finský záliv Baltského moře na severu Ladožské jezero a na severovýchodě Oněžské jezero.
Pobřeží Finského zálivu (330 km) je jen mírně členité s výjimkou Vyborského zálivu. Na jihu jsou velké zálivy: Koporský záliv, Narvský záliv a Lužská zátoka. Reliéf je rovinný se stopami činnosti ledovce. Velkou část oblasti zaujímají nížiny: Přibaltská, Přiněvská, Vuoksinská, Svirská, Přiladožská. Po jižním břehu Finského zálivu a Ladožského jezera se táhne Baltsko-ladožská terasa (vysoká 40 až 60 m). Na jih od ní se rozkládá ordovická planina s Ižorskou vysočinou (do 168 m). Dále se na území oblasti nachází severovýchodní část Lužské vysočiny (do 140 m), Vepsovská vysočina (okolo 300 m), Tichvinský val, Lembolovská vysočina (do 200 m) a osamocené kopce v okolí Petrohradu (Pulkovskaja, Pargolovskaja).

## Sídla

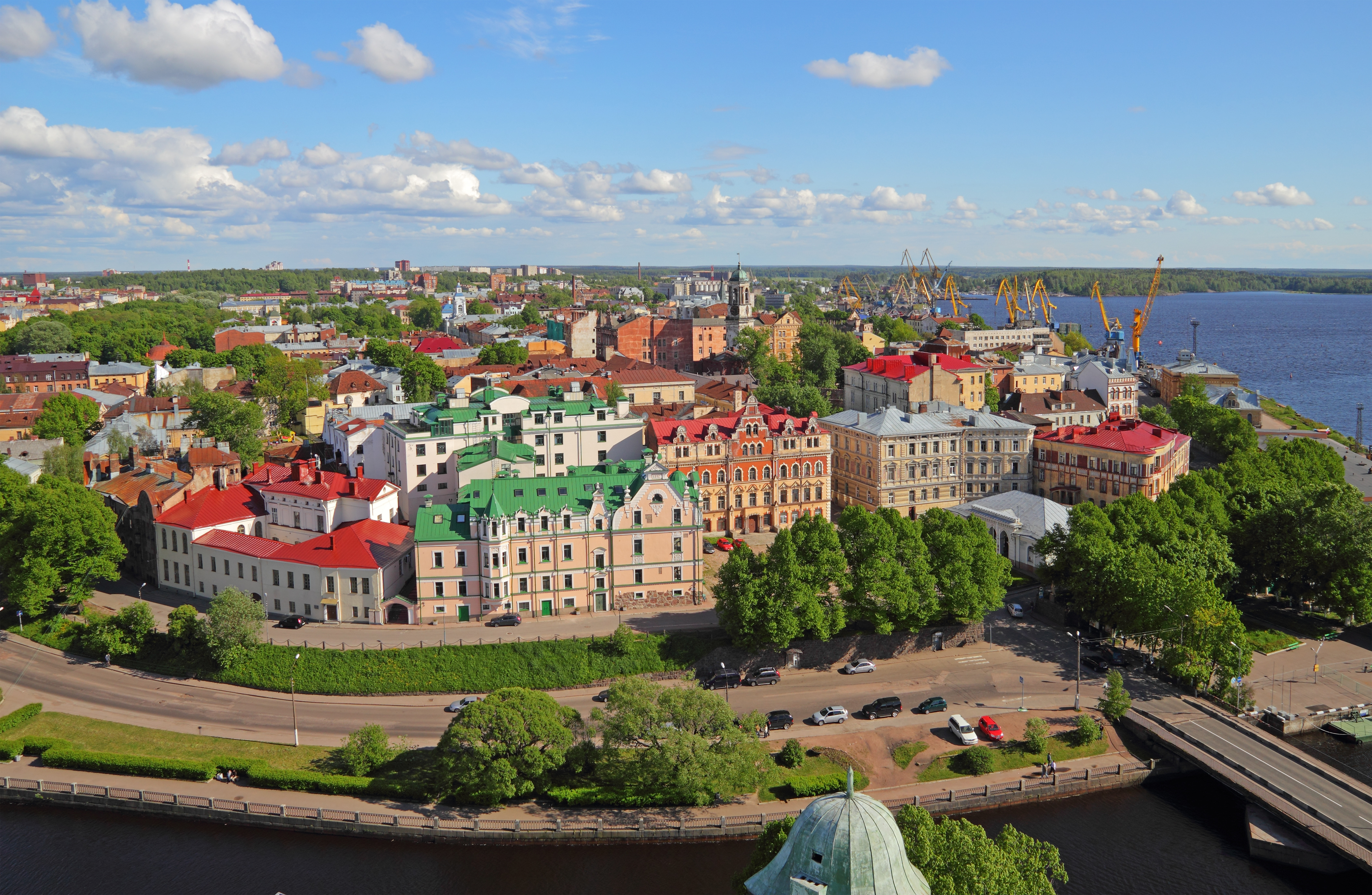
Vyborg, 2. největší město oblasti

## Administrativní dělení
- Boksitogorský rajón
- Gatčinský rajón
- Kingiseppský rajón
- Kirišský rajón
- Kirovský rajón
- Lodějnopolský rajón
- Lomonosovský rajón
- Lužský rajón
- Podporožský rajón
- Priozerský rajón
- Slancevský rajón
- Tichvinský rajón
- Tosnenský rajón
- Volosovský rajón
- Volchovský rajón
- Vsevoložský rajón
- Vyborský rajón

## Klima
Klima oblasti je přechodové od přímořského ke kontinentálnímu. Zima je mírná, teplota nejchladnějšího měsíce ledna je −7 až −11 °C. Léto je chladné, teplota nejteplejšího měsíce července je 15 až 17,5 °C. Oblast se nachází v zóně nadměrných srážek. Jejich množství je 550 až 850 mm za rok. Sněhová pokrývka vydrží 120 až 160 dní.

## Vodní zdroje
Říční síť je hustá a téměř všechny řeky patří k úmoří Baltského moře. Nejdůležitější řeky jsou Něva, Volchov, Svir, Vuoksa, Narva, Pljussa, Sjas, Luga. Oplývají značnými hydroenergetickými zdroji a využívají se také pro lodní dopravu a splavování dřeva. Největší jezera (Ladožské a Oněžské) patří do oblasti částečně. Dále je zde mnoho menších jezer ledovcového původu, převážně na Karelské šíji (Velké Simaginské jezero, Glubokoje). Byly také vybudovány přehrady a vznikly vodní nádrže na Narvě (Narvská přehrada) a na Sviru (Hornosvirská a Dolnosvirská vodní nádrž).

## Půdy a flóra
V oblasti převládají půdy podzolového a bažinatého typu. Pro zemědělství jsou nejvíce využívané drnové uhličitanové zaplavované půdy. Velká část půd se vyznačuje nadbytečným promočením, vysokou kyselostí a potřebuje meliorace. Lesy zaujímají 54 % oblasti. Převládají borovice, smrky, břízy, osiky. Bažiny zaujímají 11,9 % a louky 3,2 %. Nejvíce lesů je v severovýchodních okresech. Na Karelské šíji byla již v roce 1738 založena přírodní rezervace Lindulovský modřínový háj, kvůli získávání dřeva pro stavbu lodí.

## Fauna
Žijí zde veverky, krtci, kuny, lišky, tchoři, polární zajíci, losi. V řekách, jezerech a ve Finském zálivu žije mnoho ryb (síhové severní a malí, korušky, sledi). Fauna byla uměle obohacena. Aklimatizovali se tu ondatry, bobři, norci.